# Oberzella
Oberzella ist ein Ortsteil von Vacha im Wartburgkreis in Thüringen.

## Lage
Oberzella liegt an der hessisch-thüringischen Landesgrenze, etwa zwei Kilometer nordöstlich des Zentrums von Vacha. Dicht südlich des Ortes, am Hochufer der Werra, befindet sich der Ortsteil Unterzella. In der Gemarkung liegen auch die Wüstungen der ehemaligen Kleinsiedlungen Heiligenroda, Schwenge und Niederndorf, am einstigen Fährhaus am Werraufer bildete sich Unterzella.
Östlich des Ortes markiert der bewaldete Berg Hohe Wart die Gemarkungsgrenze und bildet zugleich die höchste Erhebung, seine Höhe beträgt 400,9 m ü. NN. Die geographische Höhe des Ortes beträgt 240 m ü. NN.

## Geschichte

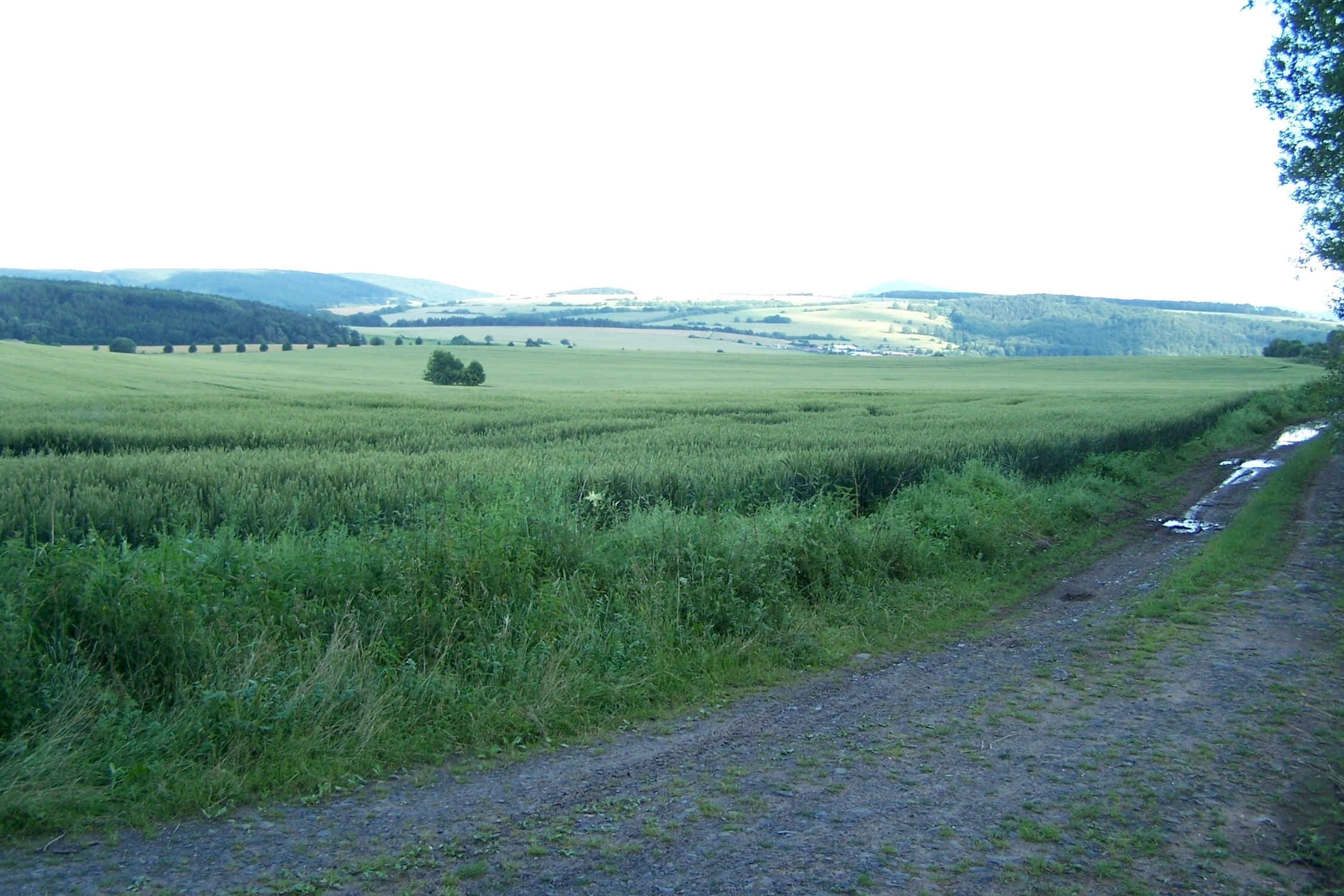
Blick über die Oberzellaer Senke, hier lagen die Orte Niederndorf, Heiligenroda und Schwenge.

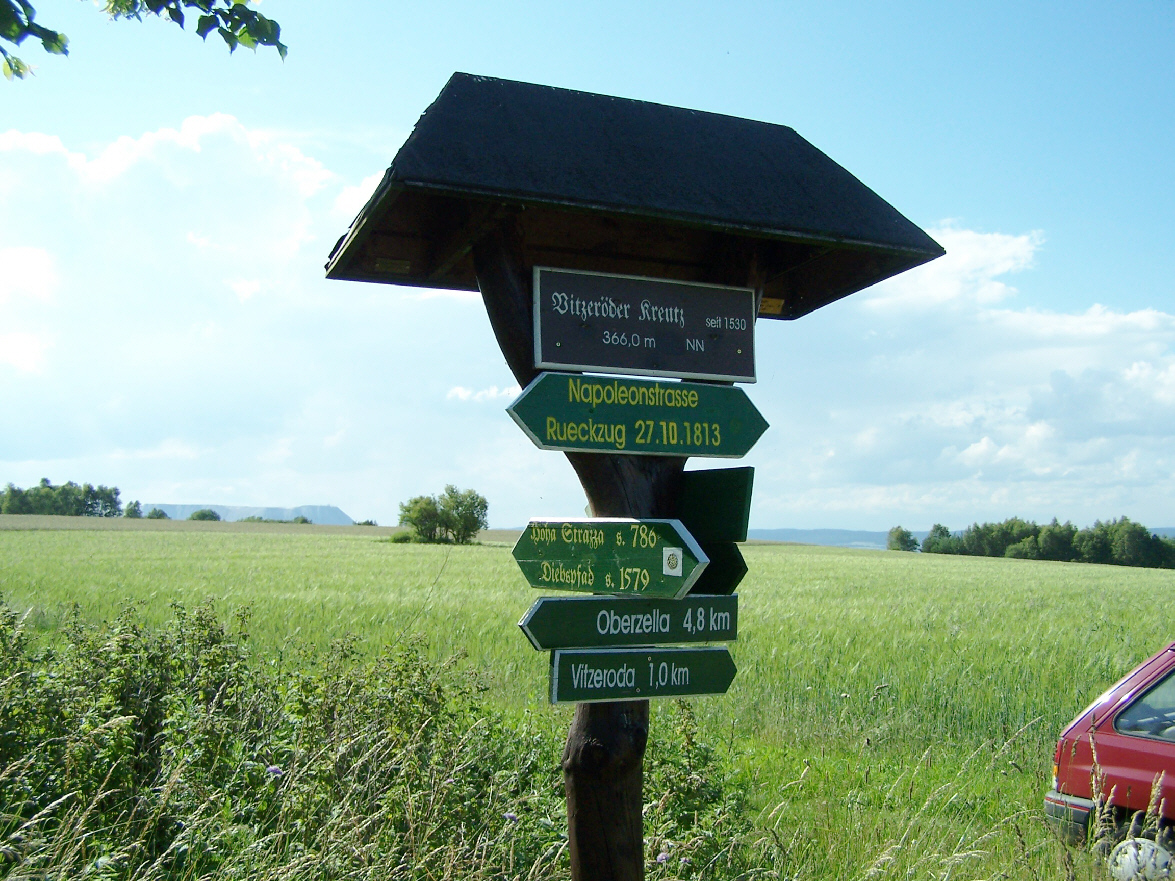
Wegweiser an der Napoleonstraße beim Vitzerodaer Kreuz

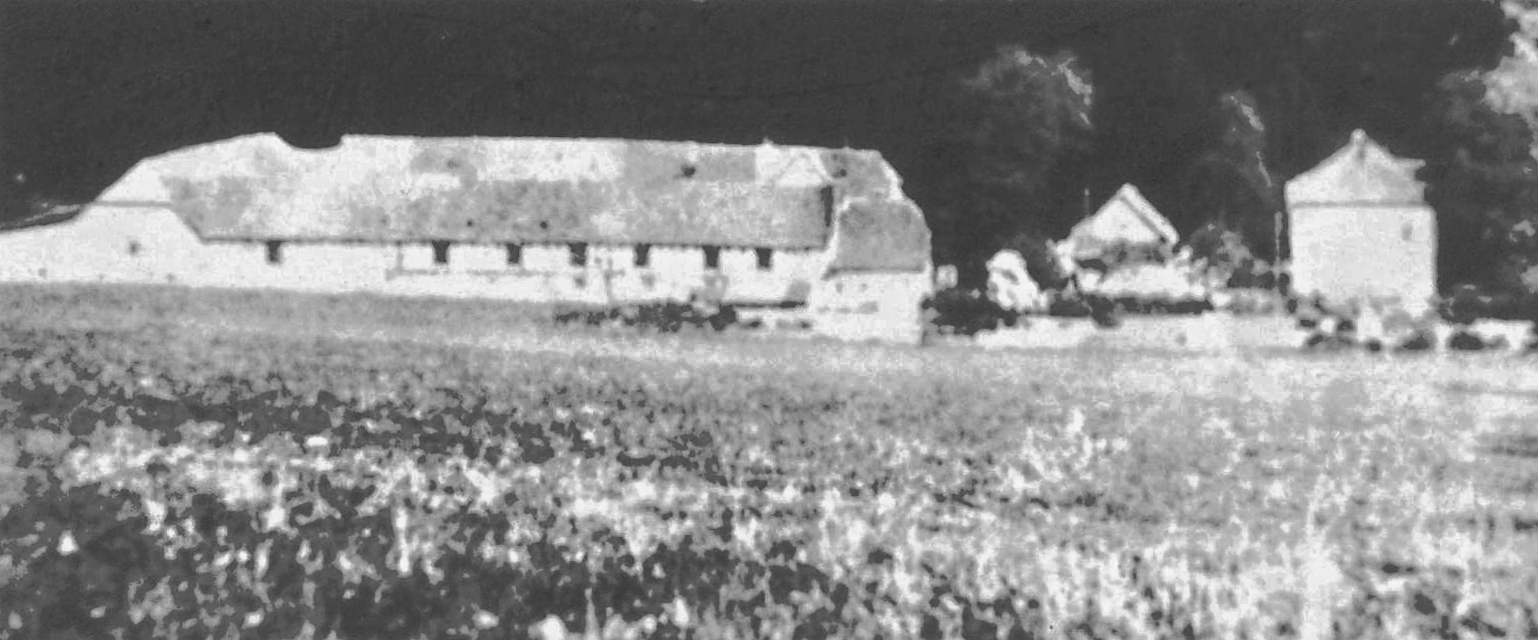
Gut Heiligenroda (um 1910)

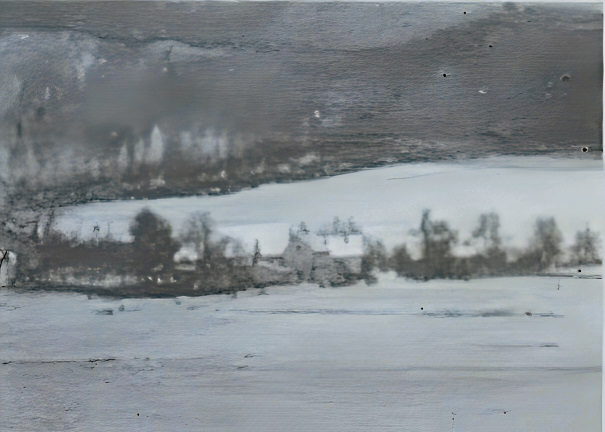
Die Höfe von Schwenge (um 1910)

Das Dorf Oberzella geht vermutlich auf eine Gründung des Klosters Hersfeld zurück und wurde 912 ersterwähnt.
Das Zentrum der Siedlung bildete eine „Cella“, die später dem benachbarten Kloster Kreuzberg übereignet wurde und unter der Vogtei der Herren von Frankenstein stand.
Die zwischen Vacha und Oberzella sich ausdehnende Talaue der Werra besaß wohl noch bis in die Merowingerzeit Auwaldcharakter, der Talabschnitt war mit Wasserlachen und sumpfigen Wiesen durchsetzt, die in unmittelbarer Nähe einmündende Öchse und die Werra hatten zu dieser Zeit mehrere Flussarme ausgebildet. In dem kleinen Seitental am Westrand des Frauenseer Forst wurden durch Rodung die Kleinsiedlungen Thalhausen (heute zum hessischen Nachbarort Philippsthal gehörig), Niederndorf, Heiligenroda und Schwenge geschaffen, sie waren mit Oberzella wirtschaftlich und administrativ verbunden. Heiligenroda war der bedeutendste Ort und verfügte über eine Pfarrei, die aber bereits im 15. Jahrhundert nach Oberzella verlegt wurde.
Mit der Verlegung der über Vacha führenden Hohen Straße auf den Etappenort Marksuhl war eine Aufwertung von Oberzella verbunden, im Ort wurden Reisende untergebracht und verpflegt, wenn der Werraübergang nach Vacha durch Hochwasser oder Eisgang als unpassierbar erschien und vorübergehend gesperrt wurde.
Mit der Säkularisation des Klosters Kreuzberg wurde Heiligenroda zum Rittergut ausgebaut und war nach mehrfachen Besitzwechseln an die Adelsfamilie Donop gefallen, die es bis 1889 besaßen.
Nach örtlicher Überlieferung bestand in Oberzella bereits im 14. Jahrhundert eine erste Kirche; bereits vor 1342 gab es eine hölzerne Brücke über die Werra bei Vacha, in Unterzella verrichtete ein Fährmann das Übersetzen von Reisenden. Von der 1779 erbauten Fachwerkkirche blieben Teile der Ausstattung und alte Fotos erhalten, das in Fachwerkbauweise errichtete Gebäude wurde um 1900 abgerissen und 1903 durch das heutige Kirchengebäude ersetzt.
Die Hohe Wart ist eine 401,1 m hohe Erhebung etwa drei Kilometer nordnordöstlich von Oberzella, an der Flurgrenze zwischen der Stadt Vacha und Frauensee im Wartburgkreis in Thüringen. Auf dem Gipfel dieses Berges soll eine Warte gestanden haben, die wohl als Vorwachstelle in Verbindung zum Kloster Kreuzberg oder zur Vachaer Burg Wendelstein gestanden haben könnte.
Beim Rückzug der napoleonischen Truppen wurden alle Etappenorte entlang der auch „Napoleonstraße“ genannten Verbindungswege zwischen Berka/Werra und Vacha überfallen und geplündert. Der Besitzer von Niederndorf hatte seine Wertsachen in einem vermauerten Kellergang verborgen, jedoch war der frische Mörtel den Plünderern aufgefallen und die gesamte Beute, zu der neben dem wertvollen Mobiliar auch Gold- und Silberschmuck gehörte, wurde von den Franzosen hinweggeführt.
Nach dem Ende der napoleonischen Fremdherrschaft genoss das bisherige Herzogtum Sachsen-Weimar-Eisenach beträchtliche Zugewinne in der thüringischen Rhön. 1816 kamen von der Vogtei Kreuzburg die Orte Oberzella, Niederndorf, Schwenge, Unterzella und Heiligenroda, vom Amt Friedewald die Orte Vitzeroda, Abteroda und Gasteroda von Kurhessen an Sachsen-Weimar-Eisenach. Auch das benachbarte Amt Vacha wurde Teil des neuen Großherzogtums. Eine Kuriosität dieser Zeit war die fortbestehende Bindung der Oberzellaer Kirchgemeinde zur Pfarrei Philippsthal.
1879 wurden, basierend auf der Volkszählung von 1875 statistische Angaben zum Ort Oberzella und seinen Ortsteilen publiziert.
Oberzella hatte mit dem an der Werra gelegenen Wirtshaus „Sachsenhain“ 59 Wohnhäuser und 311 Einwohner. Die Gesamtfläche betrug 306,4 Hektar. Auf Höfe und Gärten entfielen anteilig 8,6 ha, Wiesen 59,2 ha, Ackerfläche 201,1 ha, auf Wege, Triften, Ödland und Obstbauplantagen entfielen 37,5 ha.
- Die Kleinsiedlung Heiligenroda: 2 Wohnhäuser  mit 15 Einwohnern; 122,3 ha Gesamtfläche, davon Höfe und Gärten 1,5 ha, Wiesen 18,2 ha, Ackerfläche 56,9 ha. Wald 36,4 ha, Teiche, Bäche  und  Flüsse  0,09 ha,  auf Wege, Triften, Ödland und Obstbauplantagen entfielen 9,05 ha.
- Die Kleinsiedlung Niederndorf: 4 Wohnhäuser  mit 24 Einwohnern; 49,9 ha Gesamtfläche, davon Höfe und Gärten 0,08 ha, Wiesen 10,2 ha, Ackerfläche 37,5 ha, auf Wege, Triften, Ödland und Obstbauplantagen entfielen 2,03 ha.
- Die Kleinsiedlung Schwenge: 4 Wohnhäuser  mit 27 Einwohnern; 62,9 ha Gesamtfläche, davon Höfe und Gärten 1,6 ha, Wiesen 16,1 ha, Ackerfläche 38,3 ha. Wald 0,64 ha, Teiche, Bäche  und Flüsse  0,01 ha,  auf Wege, Triften, Ödland und Obstbauplantagen entfielen 6,18 ha.

Zu diesem Zeitpunkt gehörten auch Unterzella und Badelachen zur Gemeinde Oberzella.
Der Viehbestand in allen genannten Orten: umfasste insgesamt 42 Pferde, 351 Rinder, 1032 Schafe, 211 Schweine und 40 Ziegen sowie 85 Bienenvölker.
Bis in das späte 19. Jahrhundert war die wirtschaftliche Situation um Vacha von Landwirtschaft geprägt, auch die vom Handelsverkehr profitierenden Handwerkszünfte der Sattler, Wagner und Schmiede und Stellmacher waren in der Stadt vertreten, um ihre Einkünfte zu sichern übten sie auf die umliegenden Orte Zunftzwang aus. Einen wirtschaftlichen Wendepunkt bildete die Entdeckung der Kalisalz-Lagerstätten. Die für den Bergbau angeworbenen Hilfskräfte ließen die Einwohnerzahlen im Kalirevier rasch anwachsen. Zugleich erfolgte eine ständige Erweiterung der Gleisanlagen, da die Werra erst ab Treffurt für die Binnenschifffahrt nutzbar war.
Im Jahr 1919 begann in Vacha die Fabrikation von Kabeln und elektrischen Leitungen, dafür wurden Kabeltrommeln benötigt, die auch von Oberzellaer Handwerkern gefertigt worden. 1946 wurde die Betriebsstätte enteignet, die vorhandenen Gebäude und Anlagen wurden dem VEB Kabelwerk Vacha übertragen, der bis zur Wende 1990 produzierte. Die Oberzellaer Fabrikationsstätte wurde ebenfalls Betriebsteil des VEB. Mit der Privatisierung des Betriebes wurde die Nexans AG neuer Eigentümer des Vachaer Kabelwerkes. Auf dem Oberzellaer Betriebsgelände wurde ein moderner Neubau errichtet, ein Teil der ehemaligen Belegschaft wurde übernommen. Wirtschaftliche Probleme, insbesondere die Verteuerung der Rohmaterialien führten jedoch 2009 zur Stilllegung des Werkes.
Wegen der unmittelbaren Lage an der ehemaligen innerdeutschen Grenze wurden die Bewohner der Wohnplätze Heiligenroda, Schwenge und Niederndorf ab 1961 zwangsumgesiedelt. In den 1970er Jahren wurden die Orte komplett eingeebnet.

### Einwohnerentwicklung
Entwicklung der Einwohnerzahl:
| - 1774 - 171 - 1817 – 300 - 1862 – 483 - 1955 – 698 - 1989 - 526 - 2012 - 368 |

## Kultur und Sehenswürdigkeiten

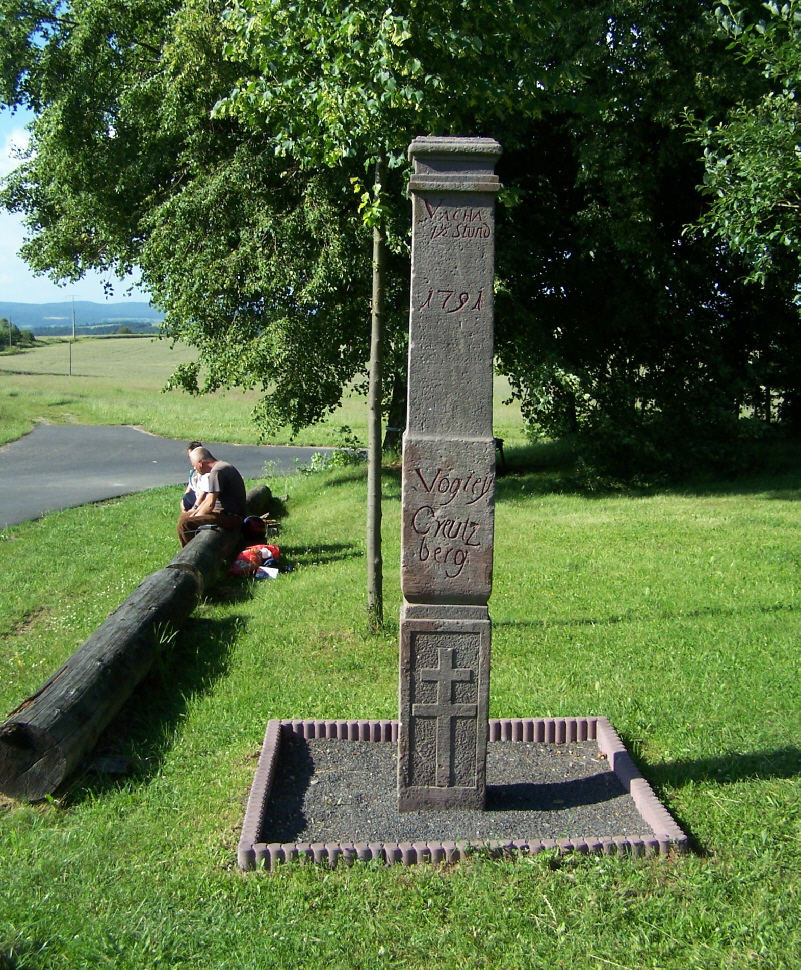
Das Vitzerodaer Kreuz, ein historischer Hoheits- und Grenzstein

Das Ortsbild von Oberzella wird noch maßgeblich von der traditionellen Fachwerkarchitektur des späten 18. Jahrhunderts geprägt. Wertvolle Gebäude im Dorfzentrum stehen unter Denkmalschutz. Im Jahr 2012 beging die Gemeinde ihre 1100-Jahr-Feier.
Als nördlichster Punkt des Vachaer Stadtgebietes und Sehenswürdigkeit an der ehemaligen Innerdeutschen Grenze gilt das Vitzerodaer Kreuz von 1791, es steht an der hessisch-thüringischen Landesgrenze.

## Wirtschaft und Infrastruktur

### Gewerbegebiete
Das Gewerbegebiet Vacha/Oberzella befindet sich am westlichen Ortsrand des Stadtteils Oberzella. Es verfügt über eine Gesamtfläche von 26,3 ha (Stand 2009), weitere 17 ha sind als Erweiterungsfläche reserviert.

### Verkehr
Die Kreisstraße K502 führt durch den Ort. Einen Kilometer südlich verläuft die kombinierte Trasse der Bundesstraßen 62 und 84.